# Casorezzo
Casorezzo es una localidad y comune italiana de la provincia de Milán, región de Lombardía, con 5.285 habitantes (2007).

## Evolución demográfica
| Gráfica de evolución demográfica de Casorezzo entre 1861 y 2001 |
|                                                                 |
| Fuente ISTAT - elaboración gráfica de Wikipedia                 |